# IBM Q System One
IBM Q System One是世界上第一臺商業化的量子電腦，為一台20量子位元（Qubits）的量子電腦，具備穩定的量子位元，不僅能在科學研究機構解決科學研究的問題，也有在商業環境下運作的可能。IBM Q System One由IBM於2019年1月推出，開發團隊為IBM研究院。截至2021年，已有150個組織（包括學術機構、國家實驗室、新創公司、大學和企業）透過IBM的量子網路使用IBM的量子平台。

## 概要
IBM Q System One是一台20量子位元（Qubits）的量子電腦，組成這臺量子電腦的量子計算系統被安裝在一個長寬高皆為9英尺的密封玻璃立方體中，並採用0.5吋厚的硼矽玻璃，以保護它的量子位元不會受到噪音和其他物理干擾的影響。
IBM Q System One 具備穩定的量子位元，不僅能在科學研究機構解決科學研究的問題，也有在商業環境下運作的可能。它的內部結構被圓柱形的黑色外殼包覆著，將裡面的零件給隱藏起來，為了方便維護，玻璃外殼也可以在維護時打開。 IBM Q System One 也相仿了傳統電腦，採用了複雜、模組化和緊湊的設計。它也透過自行設計的硬體及量子韌體，提供自動校正的功能，確保設備的運作以及健康狀況，並達到不停機更新的目的。

## 歷史

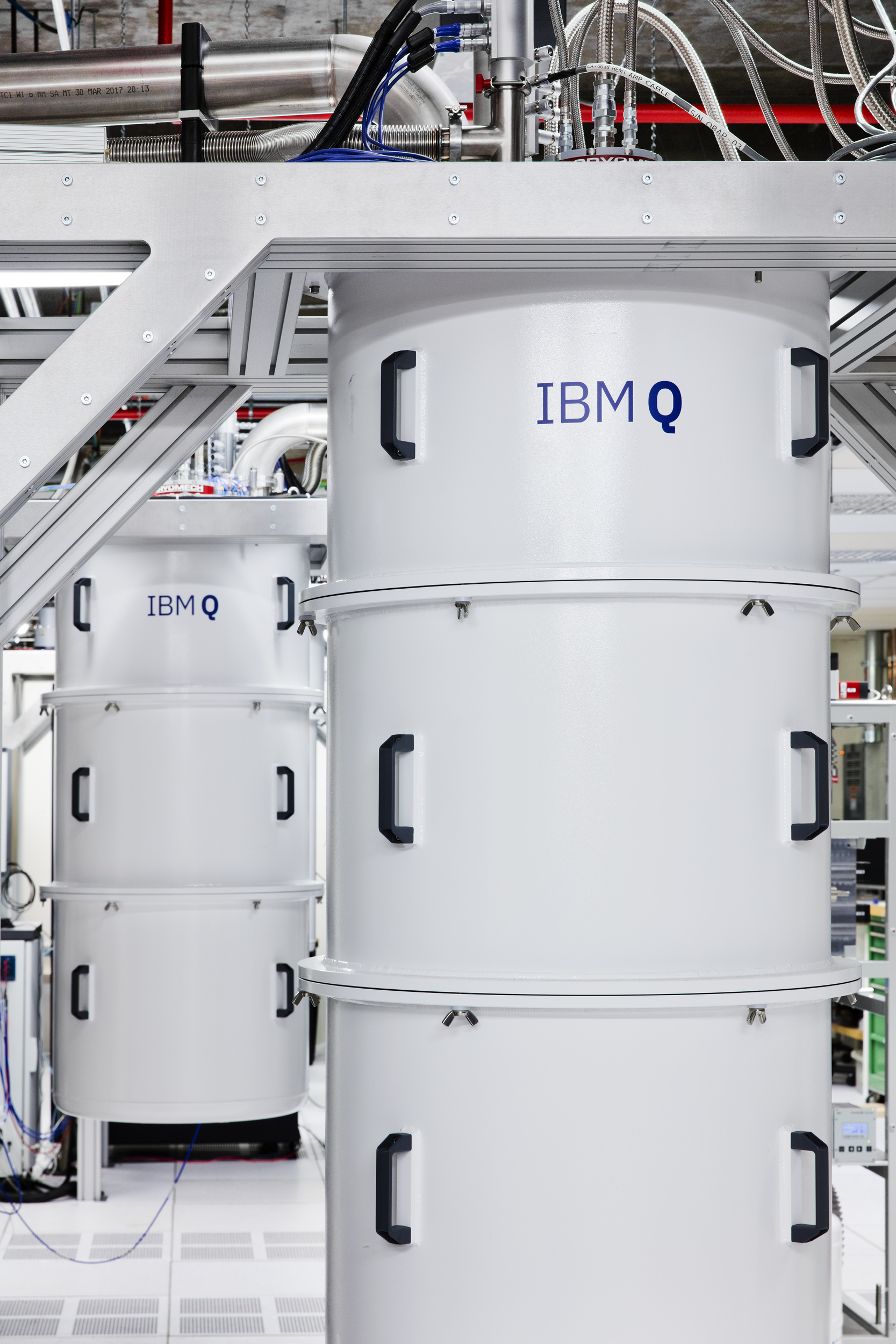
2017年IBM展出的Q System原型

2017年，IBM在消費電子展（CES）上展示了IBM Q量子電腦的原型機，這個原型機有50個量子位元，它所處的環境溫度需要下降到接近絕對零度，才能維持量子計算的穩定性。2018年夏季，IBM在在義大利米蘭進行了第一次IBM Q System One的測試。
2019年1月8日，IBM在消費電子展上展示了第一款商業化的量子電腦IBM Q System One。IBM 也在該年宣布將在紐約開設首個 IBM Q 的量子計算中心。當年4月至5月，IBM在波士頓科學博物館展示了IBM Q System One的複製品。
2021年6月15日，IBM在德國埃寧根總部安裝了IBM Q System One的第一個單元，並交由德國弗劳恩霍夫協會營運。這也是該公司在美國以外的地區安裝的第一台量子電腦。IBM 表示，IBM Q System One 是歐洲的工業領域中最強大的量子電腦。7月，IBM宣布將Quantum System One安裝在日本川崎市的川崎商務育成中心，日本也因此繼德國之後，成為第二個在美國以外的地區安裝IBM量子電腦的國家。

## 主要客戶
IBM Q System One的主要客戶包含歐洲核子研究組織、埃克森美孚、費米實驗室、阿貢國家實驗室和勞倫斯伯克利國家實驗室。截至2021年，已有150個組織（包括學術機構、國家實驗室、新創公司、大學和企業）透過IBM的量子網路使用IBM的量子平台。

## 外部連結
- IBM Q System One網頁 （页面存档备份，存于）
- IBM Quantum Experience （页面存档备份，存于）
- 臺灣大學-IBM量子電腦中心 （页面存档备份，存于）